# Iglesia de San Cayo
La iglesia de San Cayo fue una antigua iglesia titular en Roma, que posiblemente data del siglo III. Fue demolida a finales del siglo XIX.

## Ubicación y descripción
La iglesia de San Cayo estaba ubicada en el Monti rione de la ciudad, a lo largo de la antigua Via Pia (ahora ampliada y llamada Via XX Settembre), en las cercanías de Porta Pia. Había un convento de monjas barberinas (Carmelitas de la Encarnación) conectado a la iglesia.
Después de una reconstrucción de 1630, la fachada de la iglesia se caracterizó por dos órdenes de columnas, detrás de las cuales había un campanario. El interior estaba dispuesto en forma de cruz latina.
En el primer altar a la izquierda al entrar a la iglesia, había una pintura de Mario Balassi que representaba el Noli me tangere. Otro altar de la iglesia albergaba un cuadro de san Bernardo contemplando a Cristo Salvador, con la Santísima Virgen, obra de Giovanni Battista Camassei. El altar mayor de la iglesia estaba decorado con una pintura de Giovanni Battista Speranza que representaba a su patrón, San Cayo, en el acto de bautizar.

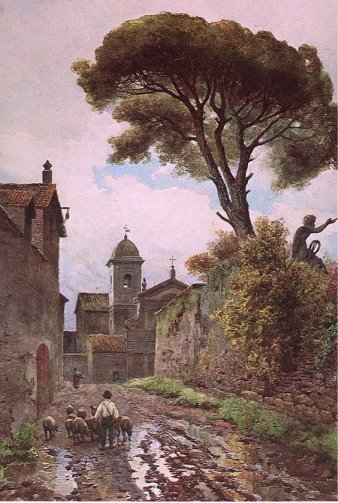
La iglesia de San Cayo, vista desde el Vicolo di San Nicola da Tolentino (Ettore Roesler Franz, ca. 1880), pintada como parte de una serie que representa Roma sparita - "Roma olvidada".

### Inicios
Antonio Nibby hace notar una "creencia piadosa" de que la iglesia fue construida en el sitio de la casa del papa Cayo, a cuya memoria estaba dedicada la iglesia. Si es así, entonces había estado operando como domus ecclesiæ desde finales del siglo III. Mariano Armellini, escribiendo dos años después de la destrucción de la iglesia, anota con cierta certeza que había sido construida sobre ruinas del siglo III o IV. Esos parecen haber pertenecido a una estructura romana "noble y grandiosa", que puede identificarse con el antiguo titulus Gai ("título de Cayo"), en otras palabras, la comunidad cristiana primitiva que se reunía en la casa del papa. Cayo. Como iglesia titular, San Cayo sirvió como una de las estaciones de la Cuaresma donde el papa presidía una procesión pública y liturgia. Había sido asignado al sábado de la tercera semana de Cuaresma.

### Reconstrucción durante el papado de Urbano VIII
Esa antigua iglesia cayó en ruinas a principios del período medieval. El título cardenalicio adjunto al titulus Gai fue posteriormente suprimido por Gregorio Magno y transferido a Cuatro Santos Coronados, y su estación de Cuaresma fue tomada por la cercana iglesia de Santa Susana. Un convento funcionó en el sitio durante otro milenio, hasta que el papa Urbano VIII decidió limpiar lo que quedaba de la antigua iglesia y reconstruirla desde cero. Para lograr esto, contrató a Francesco Peparelli y Vincenzo della Greca como arquitectos; las obras duraron de 1630 a 1631. Luego, las reliquias de San Cayo se sacaron de la Catacumbas de San Calixto y se llevaron a la iglesia recién reconstruida dedicada a él.

### Demolición
En 1878, la iglesia fue demolida junto con su monasterio adyacente en relación con la construcción del edificio del Ministerio de Defensa y el largo bulevar al lado, Via XX Settembre. En particular, se eliminó el San Cayo para dejar espacio a Via Firenze, que conecta Via XX Settembre con Via Nazionale. Después de la destrucción de la iglesia, los restos de San Cayo fueron trasladados a una capilla privada de la familia Barberini.